# Margarete von Joinville
Margarete von Joinville (französisch: Marguerite de Joinville; * 1354; † 1418) war von 1365 bis 1418 Herrin von Joinville und Gräfin von Vaudémont (deutsch: Widmont, daher auch Margarete von Widmont).

## Familie
Margaretes Eltern waren Heinrich V., Herr von Joinville und Graf von Vaudémont, und Marie von Luxemburg. Ihr Vater starb, als sie erst elf Jahre alt war.
1367 heiratete sie Johann von Châlon (* 1340; † 1373), Herr von Montaigu. Nach dessen Tod heiratete sie 1374 Peter, Graf von Genf. Peters Bruder Robert wurde zum Gegenpapst Clemens VII. gewählt. Peter starb 1392 im Dienst seines Bruders. Beide Ehen blieben kinderlos.
1392 heiratete Margarete in dritter Ehe Friedrich I. von Vaudémont (* 1368; † 1415), den jüngeren Bruder Herzog Karls II. von Lothringen und brachte Erbe mit in die Ehe.
Ihre Kinder waren:
- Elisabeth (* 1397; † 1456), ⚭ 1412 Philipp I. von Nassau-Saarbrücken
- Antoine (* 1400; † 1458), Graf von Vaudémont und Herr von Joinville
- Margarete, ⚭ Thibaud de Blamont

## Stammmutter Habsburg-Lothringens
Die direkten Nachkommen von Margarethe und Friedrich übernahmen als Haus Vaudémont 1473 das Herzogtum Lothringen. 1528 teilten sich ihre Nachkommen in eine deutsche Linie, die Herzöge von Lothringen, und eine französische Linie, die Herzöge von Guise. An Letztere kam die Herrschaft Joinville. Die deutsche Linie gelangte 1745 durch die Heirat Herzog Franz Stephans mit der Erbin der Habsburger, Maria Theresia von Österreich, auf den Thron des Heiligen Römischen Reichs und begründete dadurch das Haus Habsburg-Lothringen.